# Nonstop-деградация

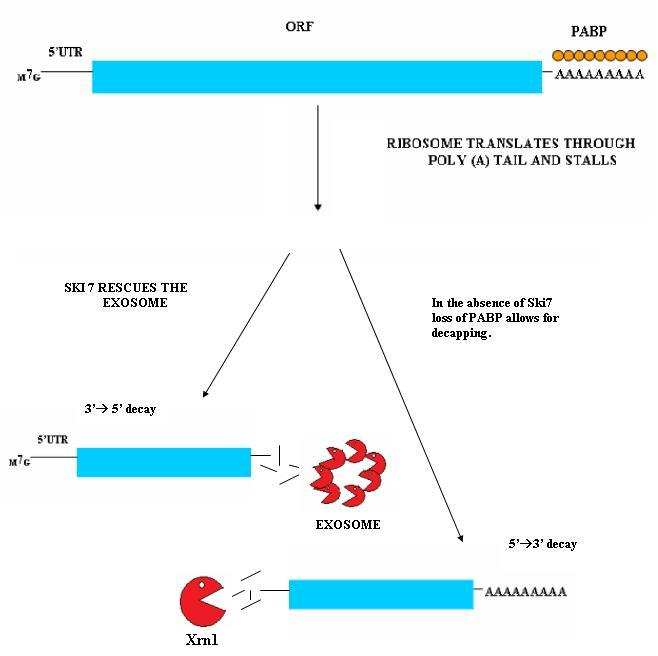
Nonstop-деградация. В отсутствие стоп-кодона рибосома «зависает» на мРНК; её высвобождение может происходить при участии белка Ski7 или без него

Nonstop-деграда́ция (англ. Non-stop decay) — механизм контроля качества мРНК, направленный на выявление мРНК, лишённых стоп-кодона, и предотвращение их трансляции. В ходе nonstop-деградации рибосома, которая успела значительно продвинуться в сторону 3'-конца мРНК, диссоциирует, и мРНК направляется в экзосомный комплекс (у эукариот) или к РНКазе R (у бактерий) для дальнейшего разрушения. 
В 2016 году было показано, что nonstop-деградация имеет противовирусную активность при заражении вирусом гепатита B. У одного из транскриптов этого вируса (X-мРНК) в 3'-конце есть старт-кодон, расположенный после основного стоп-кодона. При трансляции этого транскрипта рибосома связывается и с 3'-концевым старт-кодоном, но «зависает» из-за отсутствия стоп-кодона. Из-за этого Х-мРНК распознаётся системой nonstop-деградации и разрушается экзосомой. 

## Механизм
мРНК, не имеющие стоп-кодона, могут появиться в результате преждевременного 3'-полиаденилирования, при котором сигналы полиаденилирования находятся в кодирующей области транскрипта. Рибосома, связывающаяся с такими мРНК, осуществляет их трансляцию, пока на она не дойдёт до поли(А)-хвоста, на котором «зависает», и не может диссоциировать от мРНК. Если не избавляться от мРНК без стоп-кодонов, то многие рибосомы будут неспособны транслировать нормальные мРНК, будучи связанными с дефектными транскриптами. Nonstop-деградация высвобождает «зависшие» рибосомы и отправляет мРНК без стоп-кодона на деградацию нуклеазами. Nonstop-деградация протекает по двум основным механизмам, которые, вероятно, действуют совместно.

### Путь Ski7
Белок Ski7, как предполагается, имеет домен для связывания с пустым А-сайтом рибосомы и тем самым помогает «зависшим» рибосомам освободиться от транскрипта без стоп-кодона. Другой домен Ski7 взаимодействует с экзосомой. После диссоциации рибосомы Ski7 остаётся связанным с дефектным транскриптом, и именно в таком виде транскрипт разрушается цитозольными экзосомами. Комплекс экзосомы с Ski7 быстро деаденилирует мРНК, и далее экзосома разрушает транскрипт в направлении от 3'-конца к 5'-концу. 

### Путь, независимый от Ski7

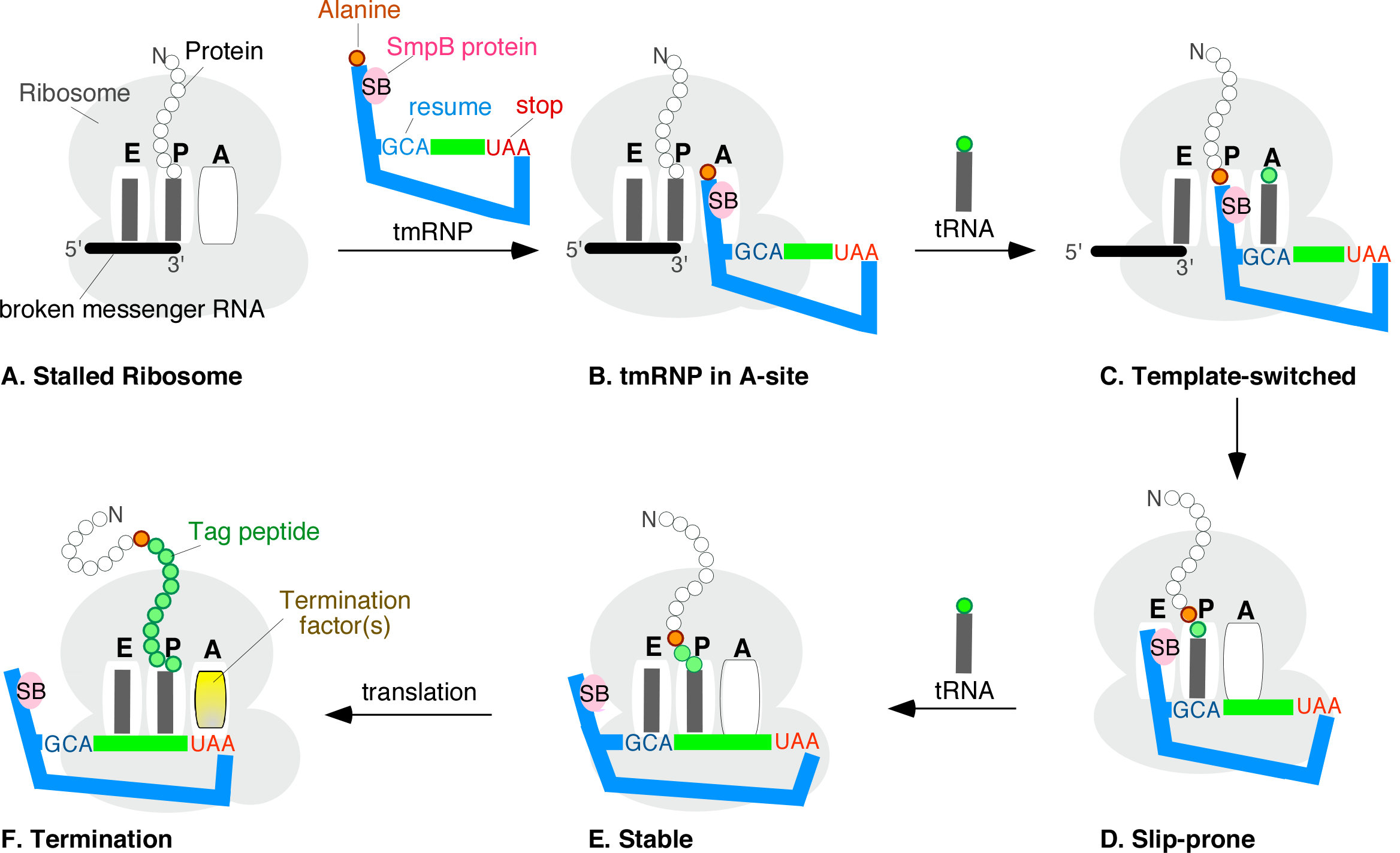
Стадии транс-трансляции от A до F. Рибосома с сайтами связывания тРНК (E, P и A) застряла возле 3'-конца разорванной мРНК. тмРНК связывается с А-сайтом, позволяя рибосоме сменить матрицу для трансляции с поврежденной мРНК на тмРНК (первый считываемый в тмРНК кодон — GCA, показан синим). После этого трансляция продолжается. При достижении стоп-кодона в тмРНК (красный UAA) гибридный белок с меткой для протеолиза (зелёные шарики) освобождается

Второй путь NSD был впервые описан у дрожжей. В отсутствие Ski7 поли(А)-связывающие белки (PABP) диссоциируют от поли(А)-хвоста. Из-за диссоциации белков PABP с транскрипта удаляется защитный 5'-концевой кэп, и транскрипт быстро разрушается эндогенными экзонуклеазами, например, XrnI, направлении от 5'-конца к 3'-концу. В клетках млекопитающих отсутствует Ski7, и в nonstop-деградации участвует белок Hbs1 из того же семейства, белок Dom34, с которым связывается Hbs1, и компоненты комплекса экзосомы/Ski: Ski2/Mtr4 и Dis3. Hbs1-Dom34 связывается с экзосомой/Ski, формируя мультибелковый комплекс. Кроме того, для удаления белков, синтезированных с транскриптов без стоп-кодона, необходим белок листерин, содержащий RING-домен.

### У бактерий
У бактерий для высвобождения зависшей рибосомы имеется особый механизм транс-трансляции. Ключевые молекулы, участвующие в этом процессе — особая транспортно-матричная РНК (тмРНК) и белок SmpB. тмРНК связывается с А-сайтом «зависшей» рибосомы, причём на конце участка, взаимодействующего с рибосомой, присоединена аминокислота аланин. Неподалёку от неё с тмРНК связан SmpB. Рибосома начинает транслировать тмРНК, при этом к полипептиду, синтезированному с дефектного транскрипта, прикрепляется особая аминокислотная последовательность (она считывается с тмРНК), которая направляет полипептид на деградацию. Рибосома, закончившая трансляцию тмРНК, диссоциирует и освобождается.